# An Irish Goodbye
An Irish Goodbye é um curta-metragem irlandês de comédia dramática lançado em 2022 dirigido por Tom Berkeley e Ross White. Estrelado por James Martin, Seamus O'Hara, Paddy Jenkins e Michelle Fairley, a narrativa segue dois irmãos em Glenmornan, uma pequena aldeia no oeste do Condado de Tyrone, na Irlanda do Norte que precisam lidar com o luto de sua mãe. Aclamado pela crítica, é vencedor do Oscar de melhor curta-metragem em live action na 95º Premiação do Oscar, além do prêmio de Melhor Curta-Metragem no 76.º British Academy Films Awards.

## Enredo
Em uma fazenda em Glenmornan, uma pequena aldeia no oeste do Condado de Tyrone, na Irlanda do Norte, dois irmãos afastados, Turlough e Lorcan, portador de Síndrome de Down aproximam-se após o falecimento de sua mãe, Grainne, por uma doença.

## Prêmios e indicações
O filme foi vencedor do Oscar de melhor curta-metragem em live action na 95º Premiação do Oscar e Melhor Curta-Metragem no 76.º British Academy Films Awards..